# CSD Once Hermanos
Der Club Social y Deportivo Once Hermanos, wie er mit vollem Namen heißt, ist ein mexikanischer Fußballverein aus Orizaba, Veracruz. Im eigenen Logo wird er verkürzt als Club Once Hermanos und in den meisten Berichten und Tabellen lediglich als Once Hermanos (spanisch für Elf Brüder) bezeichnet.

## Geschichte
Der Verein entstand im Umfeld der Kirche „San Miguel“, der heutigen Kathedrale von Orizaba. Initiator war Pater Rafael Rua, der den späteren Vereinsgründer Joaquín Kuri Barquet (* 29. September 1923 in Orizaba; † 14. Januar 2002) um Unterstützung bei der Gründung einer Fußballmannschaft für obdachlose Kinder bat. Als Gründungsdatum gilt der 29. September 1961, obwohl 1962 als offizielles Gründungsjahr gilt.
Schon bald galt der Verein als Talentschmiede seiner Region und brachte einige Spieler hervor, die in der Saison 1971/72 dem Orizaba FC auf dem Weg zu seinem Titelgewinn in der Tercera División und der damit verbundenen Rückkehr in die Zweitklassigkeit wertvolle Dienste leisteten. Zu den von ihm hervorgebrachten Talenten gehörten unter anderem der Torhüter Nahún Corro und der Spieler Jorge „La Cocada“ Ramos.
1995 wagte der Verein dann selbst den Einstieg in den Profifußball und nahm mit Beginn der Saison 1995/96 an den Spielen der Tercera División teil, bis er 2006 in ernsthafte ökonomische Schwierigkeiten geriet. Dennoch nahm der Verein noch bis zum Ende der Saison 2010/11 an der Tercera División teil, bevor er sich wieder in den Amateurfußball zurückzog. Resultat der kritischen Finanzlage war auch das sportlich schlechte Abschneiden in den letzten Jahren. So konnte die Mannschaft in der Saison 2008/09 kein einziges ihrer 34 Punktspiele gewinnen und erzielte neben 28 Niederlagen lediglich 6 Unentschieden. Seinen größten Erfolg erzielte der Verein in der Saison 1997/98 unter dem in Orizaba geborenen Trainer Pedro Osorio, der zuvor Fußballprofi war und in der vorangegangenen Saison 1996/97 seine aktive Laufbahn bei den Toros Neza beendet hatte. Mit ihm gewann die Mannschaft 1998 die Zonenmeisterschaft der Tercera División.